# Smalspårsjärnvägen Hultsfred–Västervik
Smalspårsjärnvägen-Hultsfred–Västervik är Nordens längsta smalspårsjärnväg och  Sveriges första byggnadsminnesförklarade järnväg samt ett av landets industriminnen. Järnvägen ägs av Förvaltningsaktiebolaget Smålandsbanan (FAS) och trafikeras av Tjustbygdens Järnvägsförening (TJF) på den 70 kilometer långa smalspårsjärnvägen med spårvidden 891 mm vilket motsvarar tre svenska fot. Banan invigdes 1879. 

## Historik

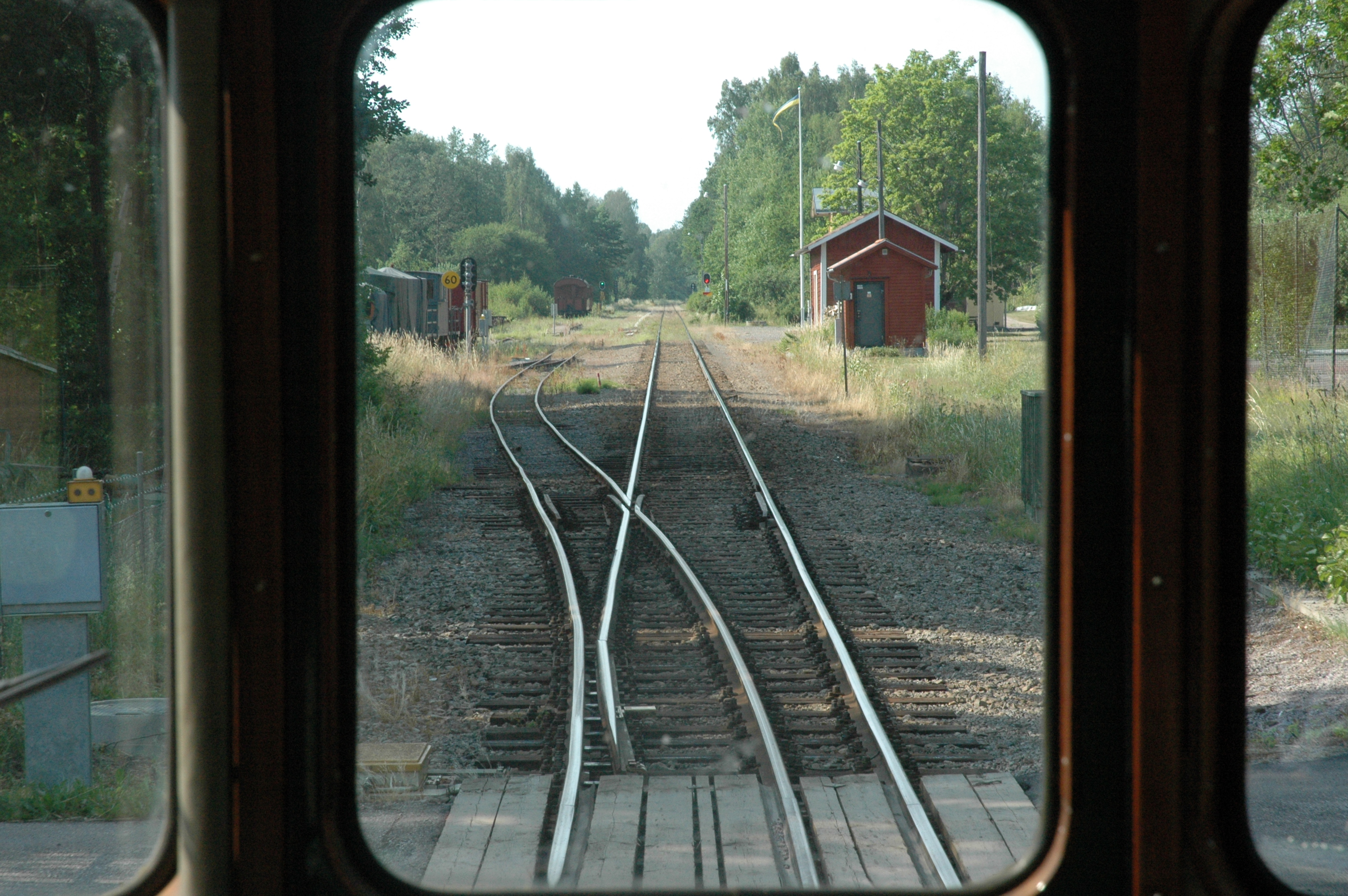
Smalspåret lämnar normalspåret i Jenny, sett inifrån en motorvagn typ YBo5p.

Banan Hultsfred–Västervik invigdes 1879 som enskild järnväg av bolaget Hultsfred–Westerviks Jernväg (HWJ). 1914 köptes banan av det angränsande järnvägsbolaget Västervik–Åtvidaberg–Bersbo Järnväg (VÅBJ), och slogs 1924 ihop med Norsholm–Bersbo Järnväg (NBJ) för att bilda Norsholm–Västervik–Hultsfreds Järnvägar (NVHJ).

### Banan blir statligt ägd
NVHJ förstatligades 1949. Delen norr om Västervik till Åtvidaberg, numera en del av Tjustbanan, breddades till normalspår 1964, och därmed fick den gemensamma bandelen Jenny–Västervik treskensspår.
Under slutet av SJ-tiden trafikerades sträckan Hultsfred–Västervik tillsammans med den 1941 förstatligade järnvägen Växjö–Åseda–Hultsfred. Den 18 mil långa sträckan Växjö–Västervik blev SJ:s sista smalspårsbana med persontrafik. 1984 lades persontrafiken ner, trots protester från allmänheten. Godstrafiken mellan Västervik och Gunnebobruk fortsatte i ytterligare drygt ett år men upphörde efter en urspårning vid Rödsle 13 december 1985.

### Banan åter i privat ägo
Det fanns bland många en stark vilja att rädda banan trots nedläggningen, och 1986 kunde ett nybildat aktiebolag, Växjö–Hultsfred–Västerviks Järnvägs AB (VHVJ) köpa banan tillsammans med sträckan Växjö-Hultsfred för 7 miljoner kronor. Bolaget kunde starta turisttrafik 13 juli 1987. VHVJ fick efter ett par år svårt att betala sina lån, och oenighet mellan parterna ledde till en splittring av konkursboet på flera bolag. Vägverket köpte sträckan Verkebäck-Jenny 1992 och man beslöt att bygga ut väg E22 med en ny vägbank rakt över järnvägen vilket också varit syftet med inköpet av spåret och i och med detta omöjliggjordes trafiken även på den nordligaste delen av banan. Dessutom infördes 1995 det speciella signalsystemet System R på sträckan Linköping-Västervik, vilket krävde speciell kostsam utrustning ombord och i samband med det togs växeln i Jenny för smalspåret bort. 
1996 förklarade länsstyrelsen i Kalmar län bandelen Totebo-Verkebäck som byggnadsminne, något som sedan utvidgades till hela sträckan Hultsfred-Jenny och efter ansträngingar från Riksantikvarieämbetet och Förvaltningsaktiebolaget Smålandsbanan uppfördes en bro över järnvägen år 2000. Sedan 2003 trafikeras hela forna HWJ:s sträcka, efter att sträckan Jenny–Västervik införlivats i Västerviks driftplats vilket medger trafik med museitåg. Efter många turer ägs numera hela sträckan Jenny-Hultsfred av Förvaltnings AB Smålandsbanan.

### Nutida trafik
Trafiken på banan körs av Tjustbygdens Järnvägsförening som trafikerat banan i olika omfattning sedan början av 1980-talet, alltså redan på SJ-tiden. Sedan 2003 körs sommartid museitrafik med rälsbussar av typen YBo5p, hela sträckan, och ångloksdragna tåg på delsträckor. Man kör även beställningståg samt i samband med olika evenemang under resten av året.

## Bilder

### Stationshus

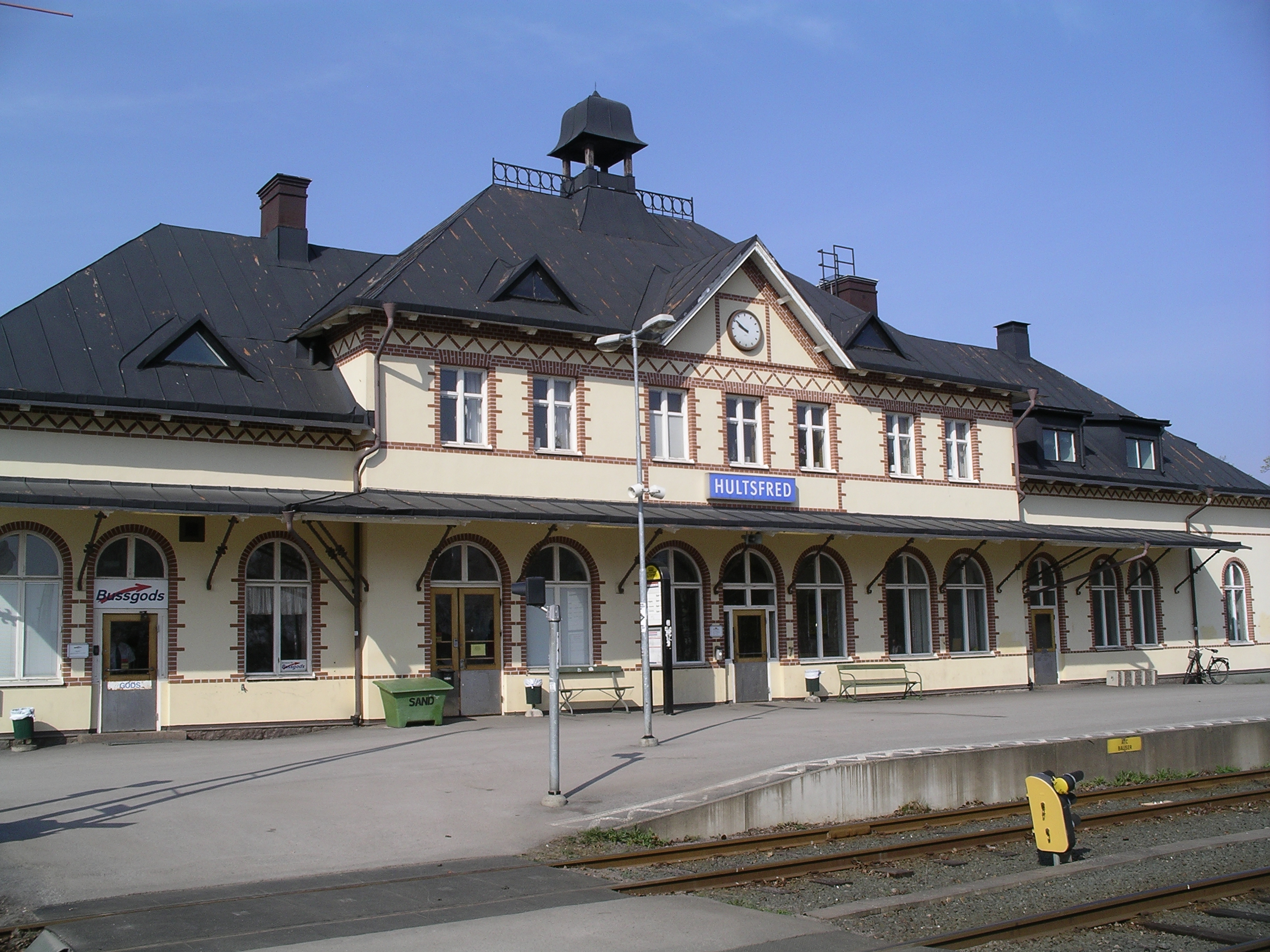
Hultsfreds station.
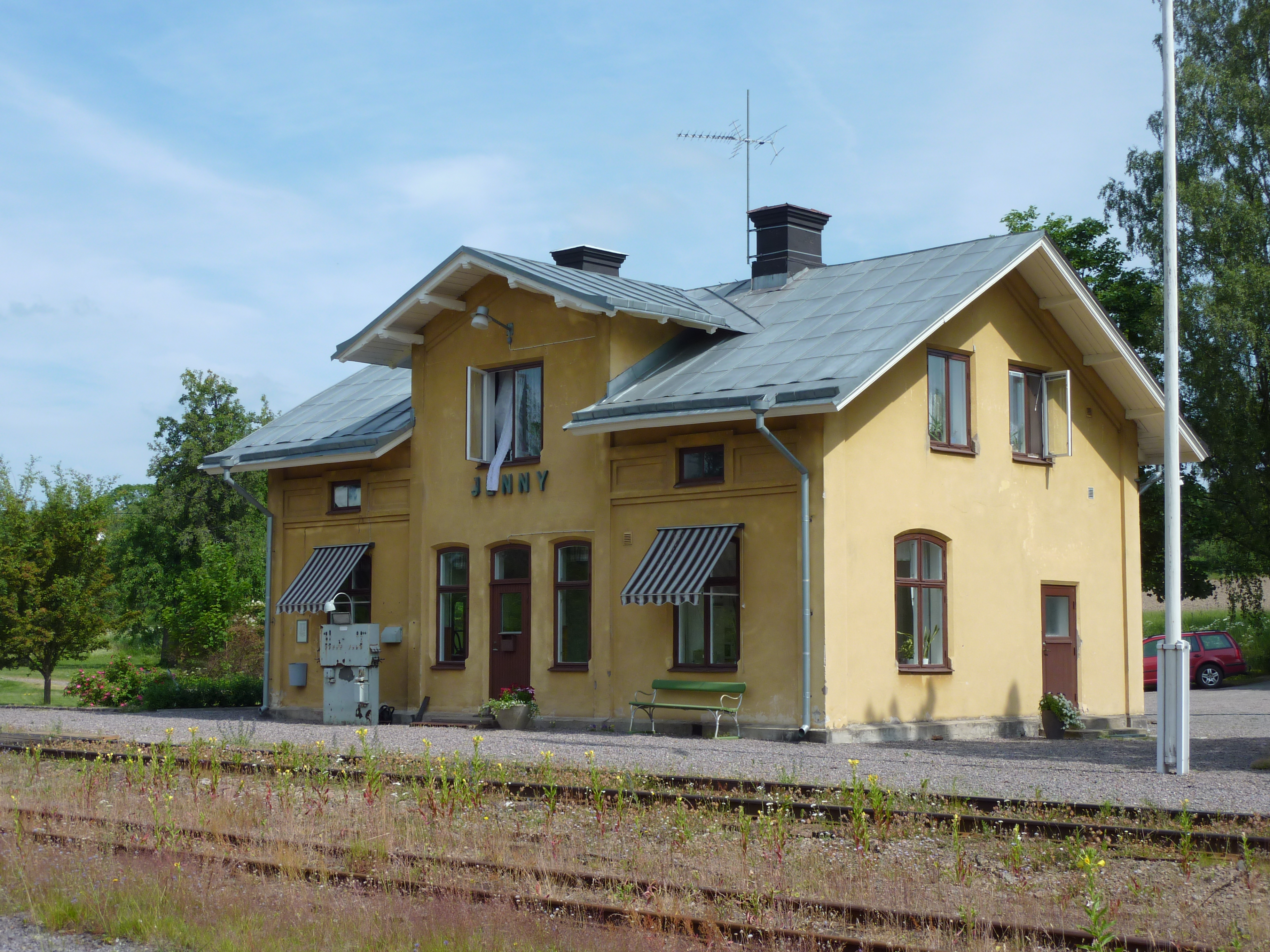
Jenny station.
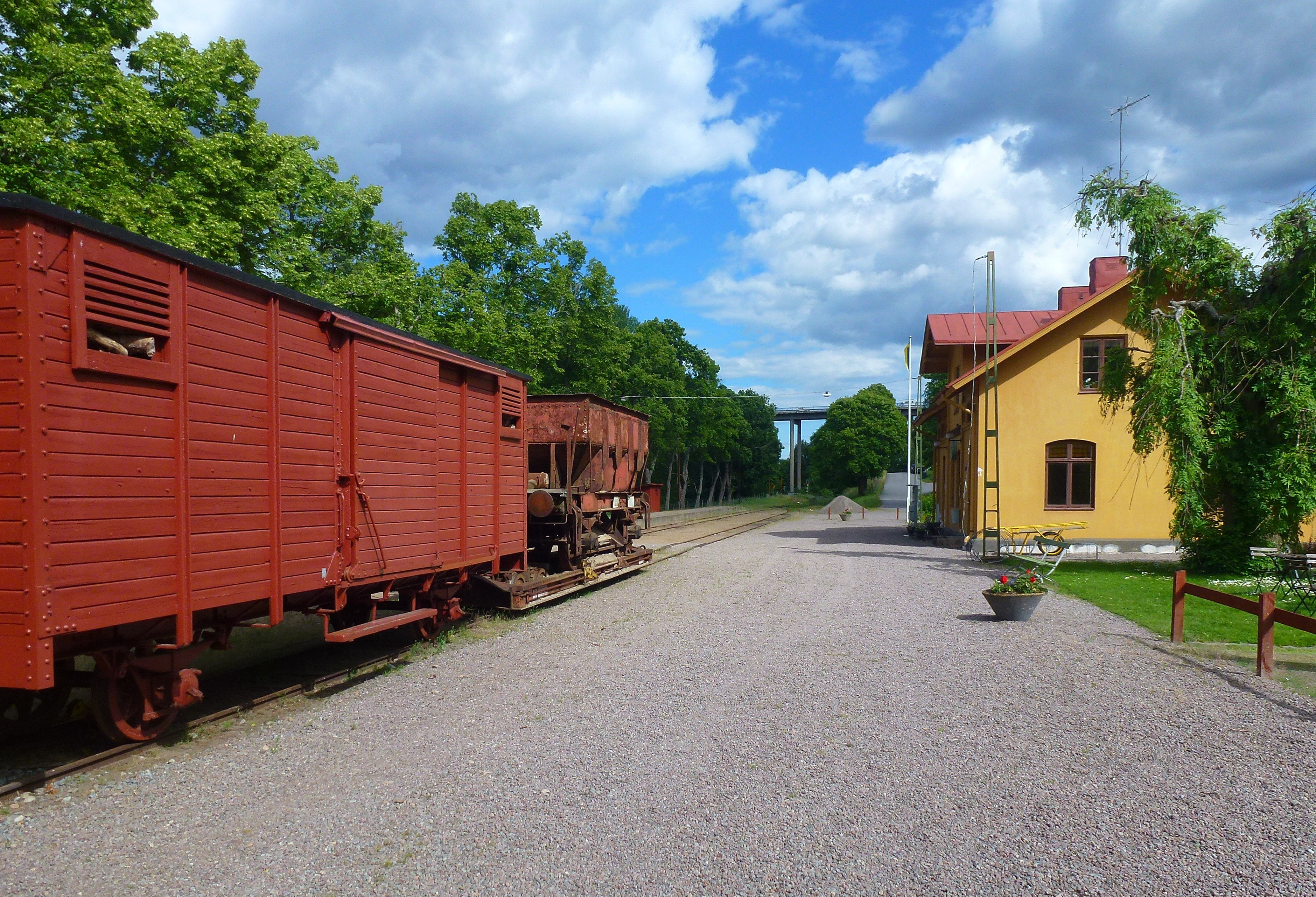
Verkebäcks station.
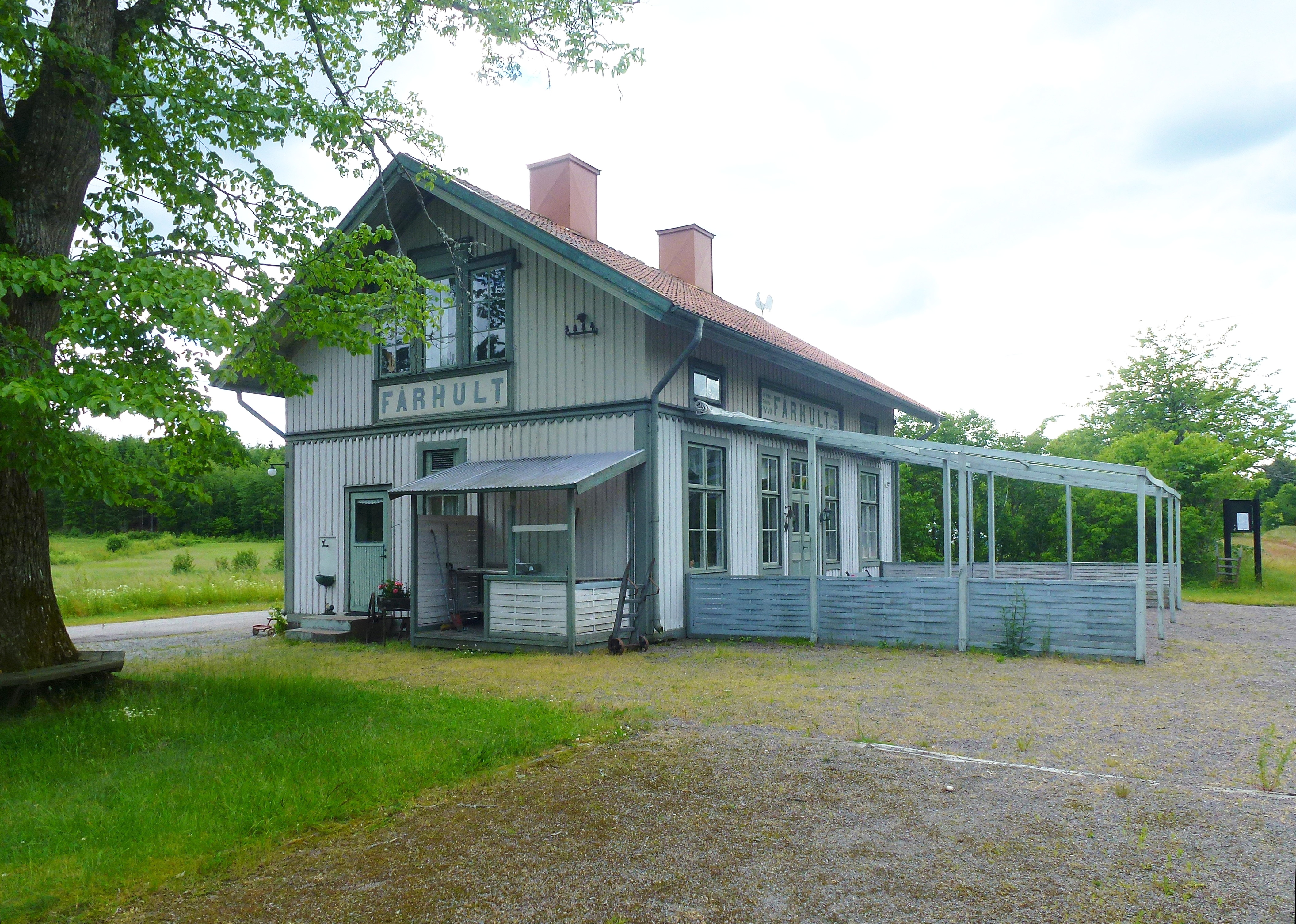
Fårhults station.
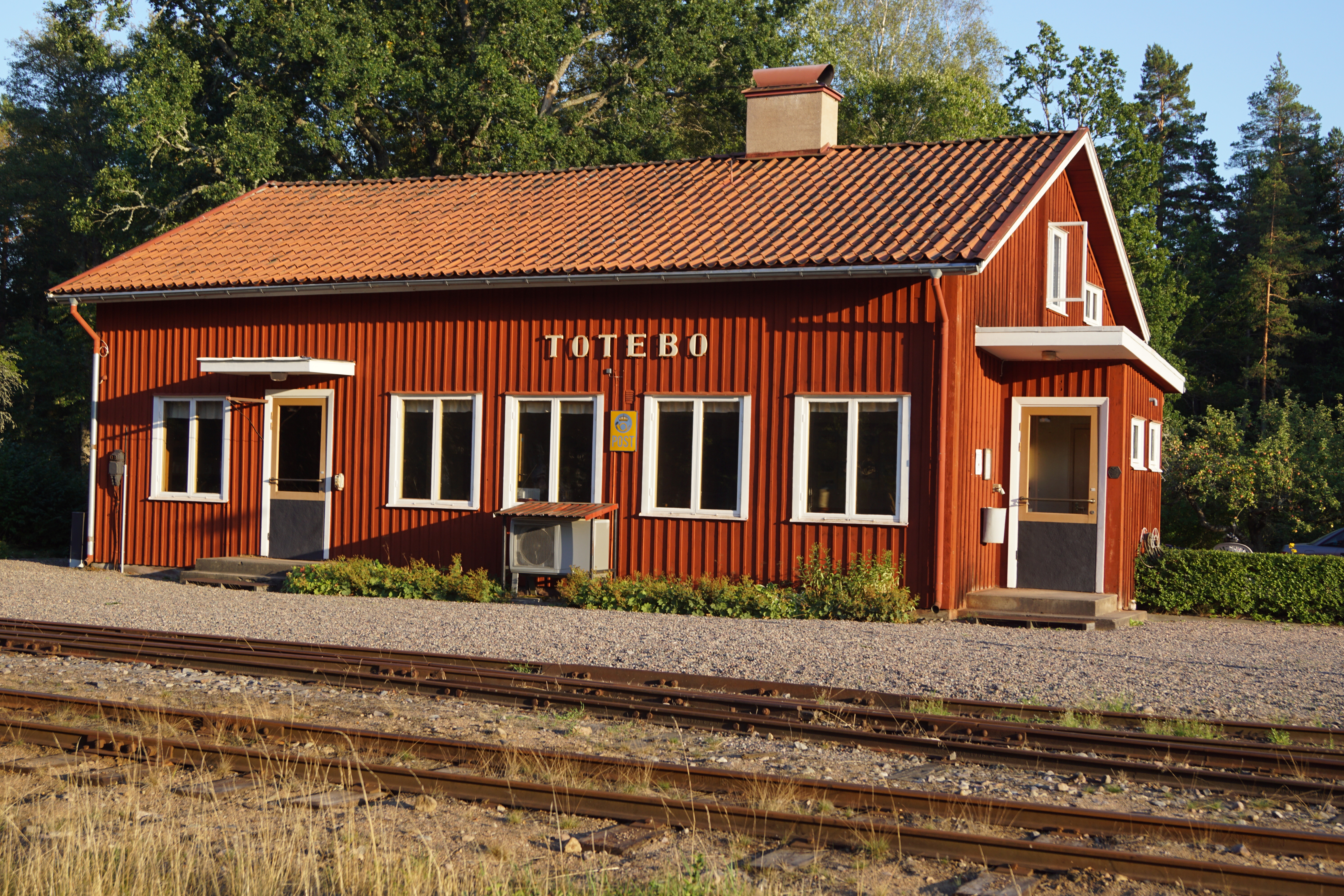
Totebo station.
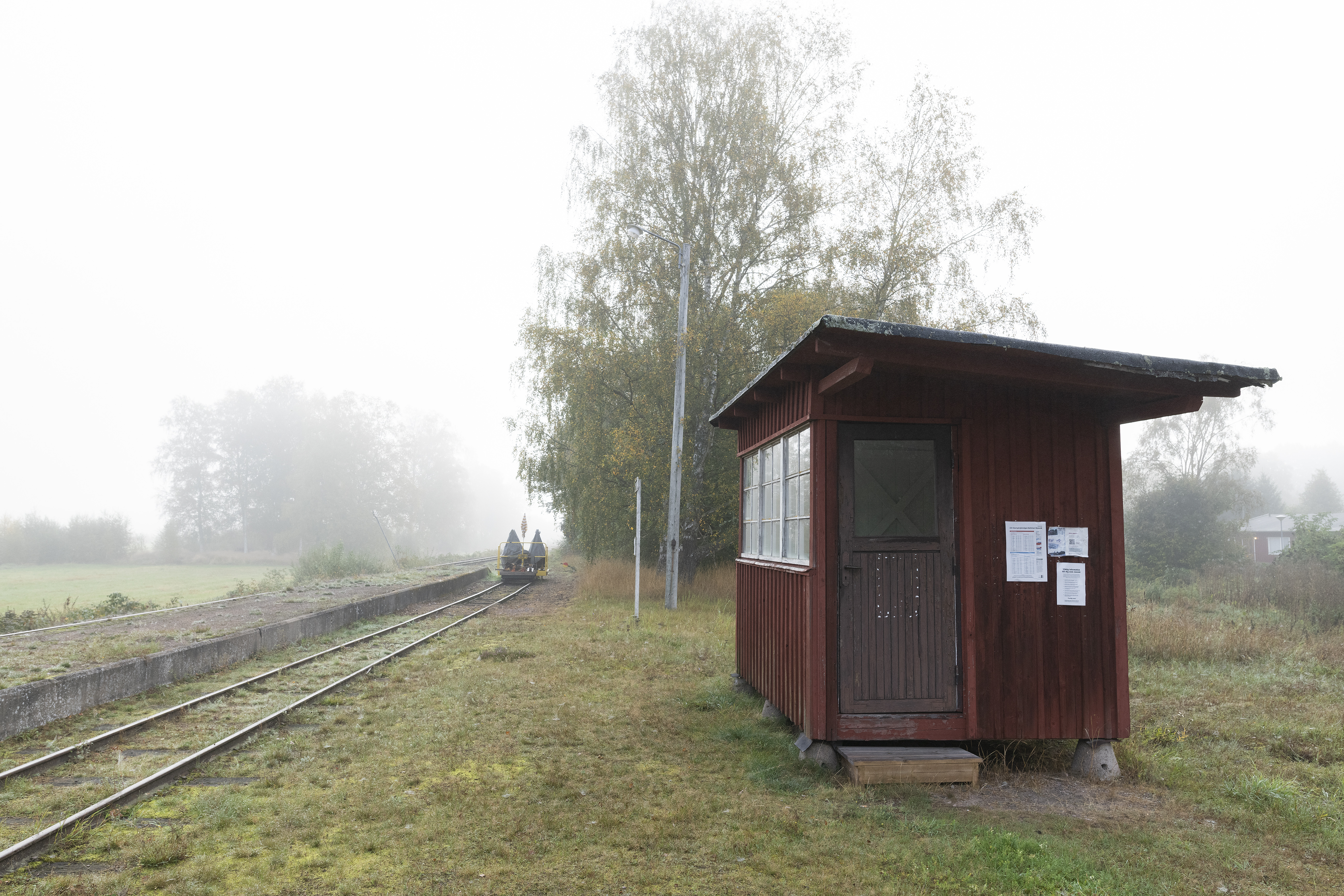
Platsen för Vena stationshus.

### Vena

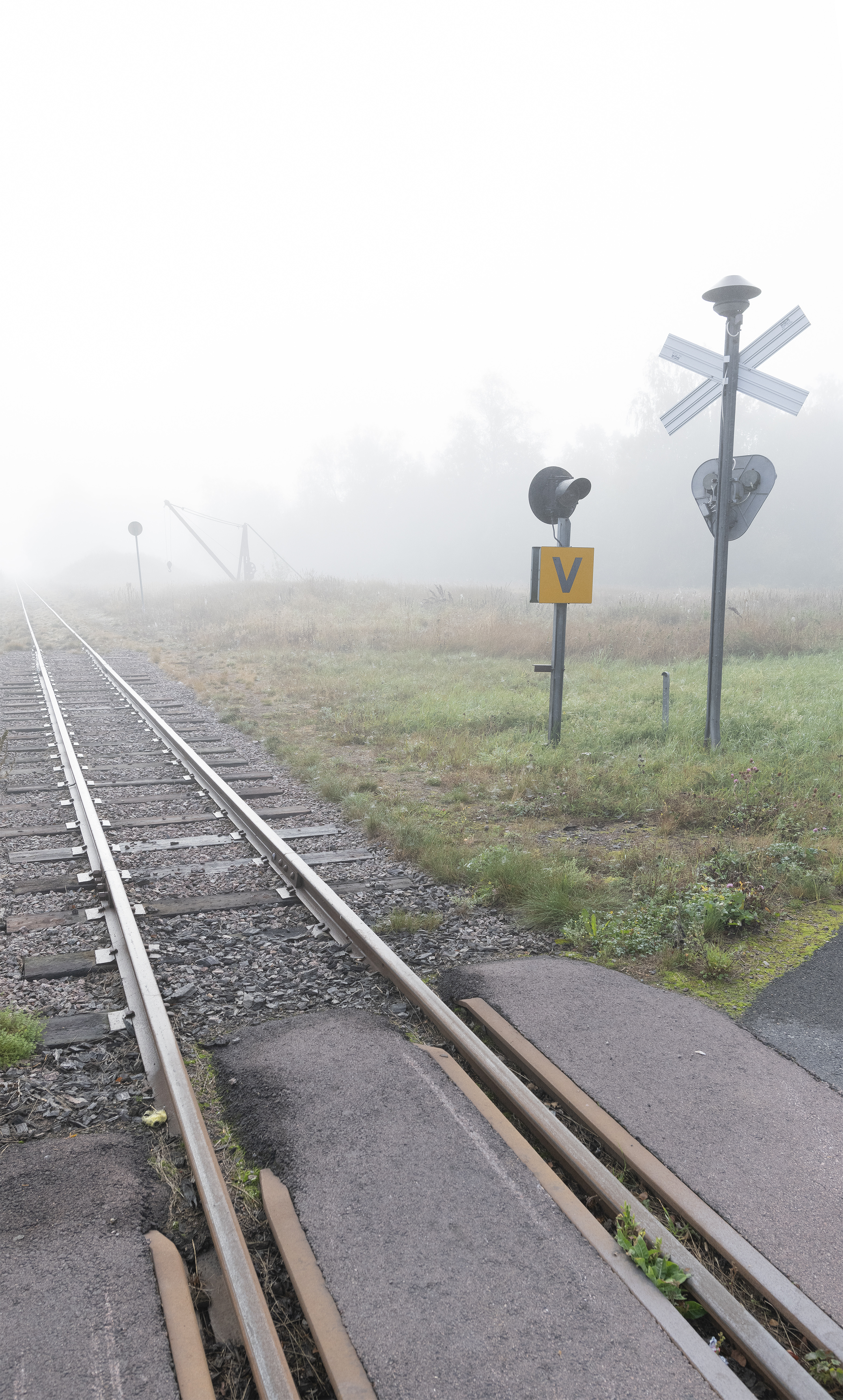
Vena september 2020.
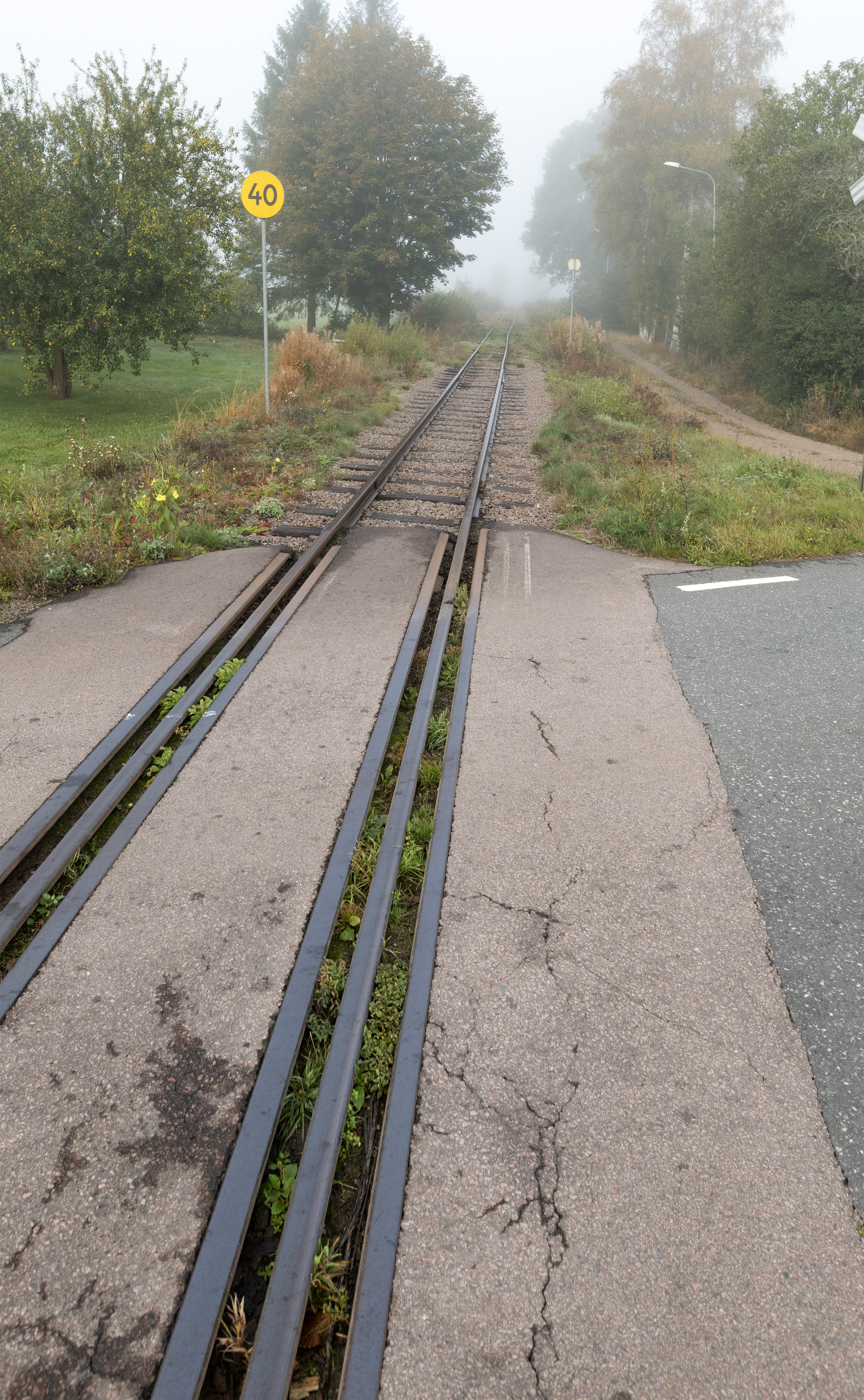
Vena september 2020.
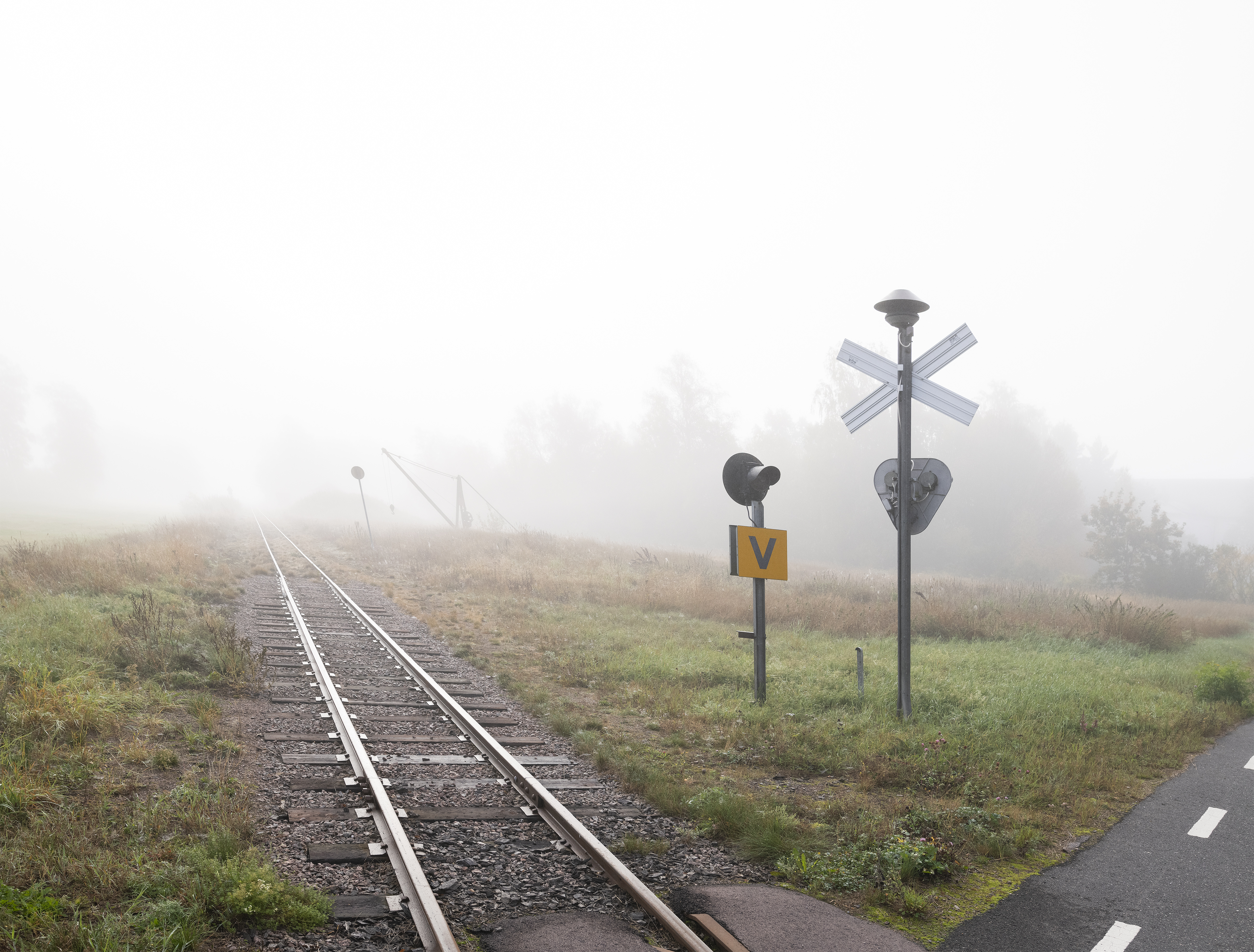
Vena september 2020.
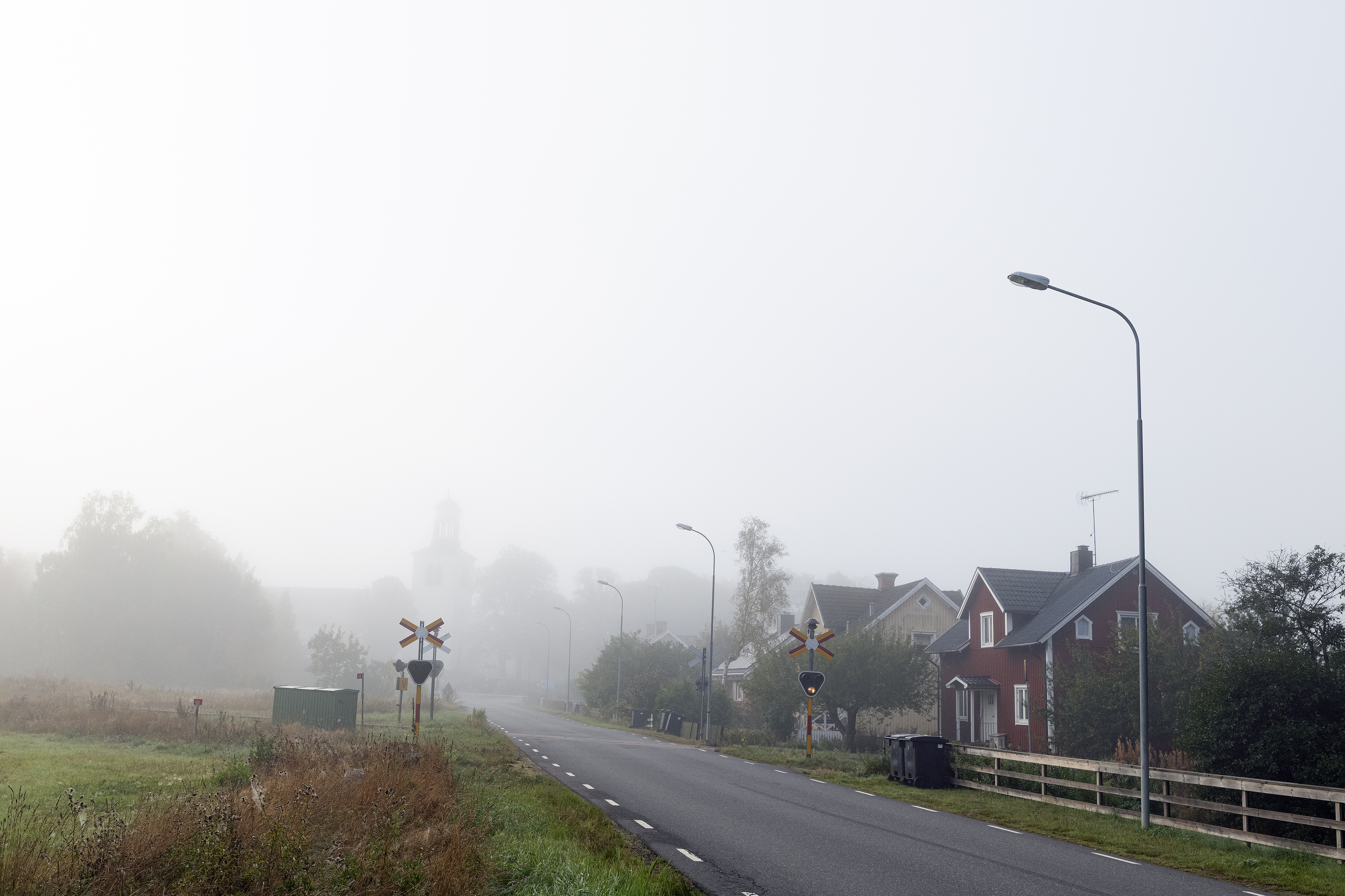
Vena september 2020.
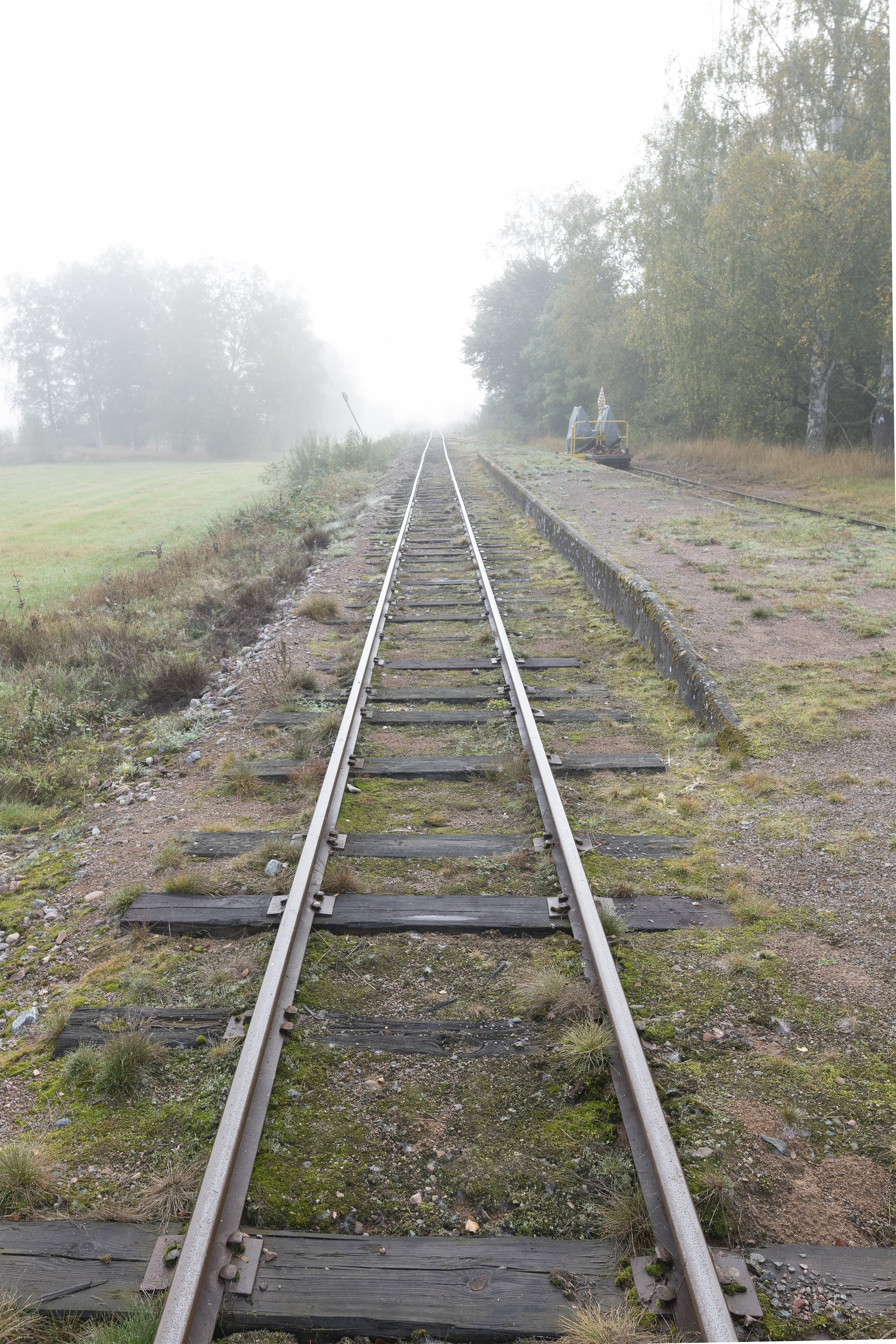
Vena september 2020.
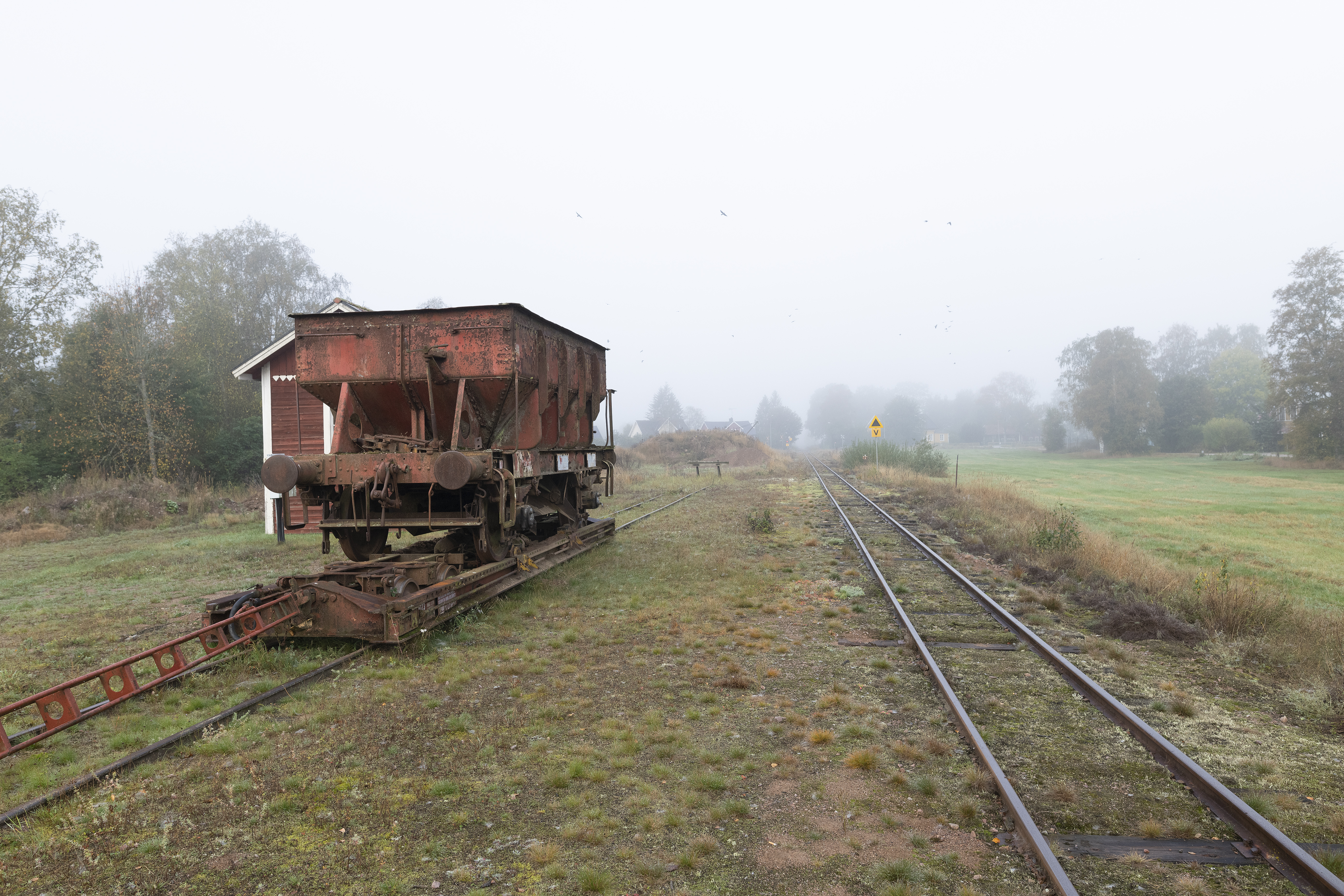
Vena september 2020.
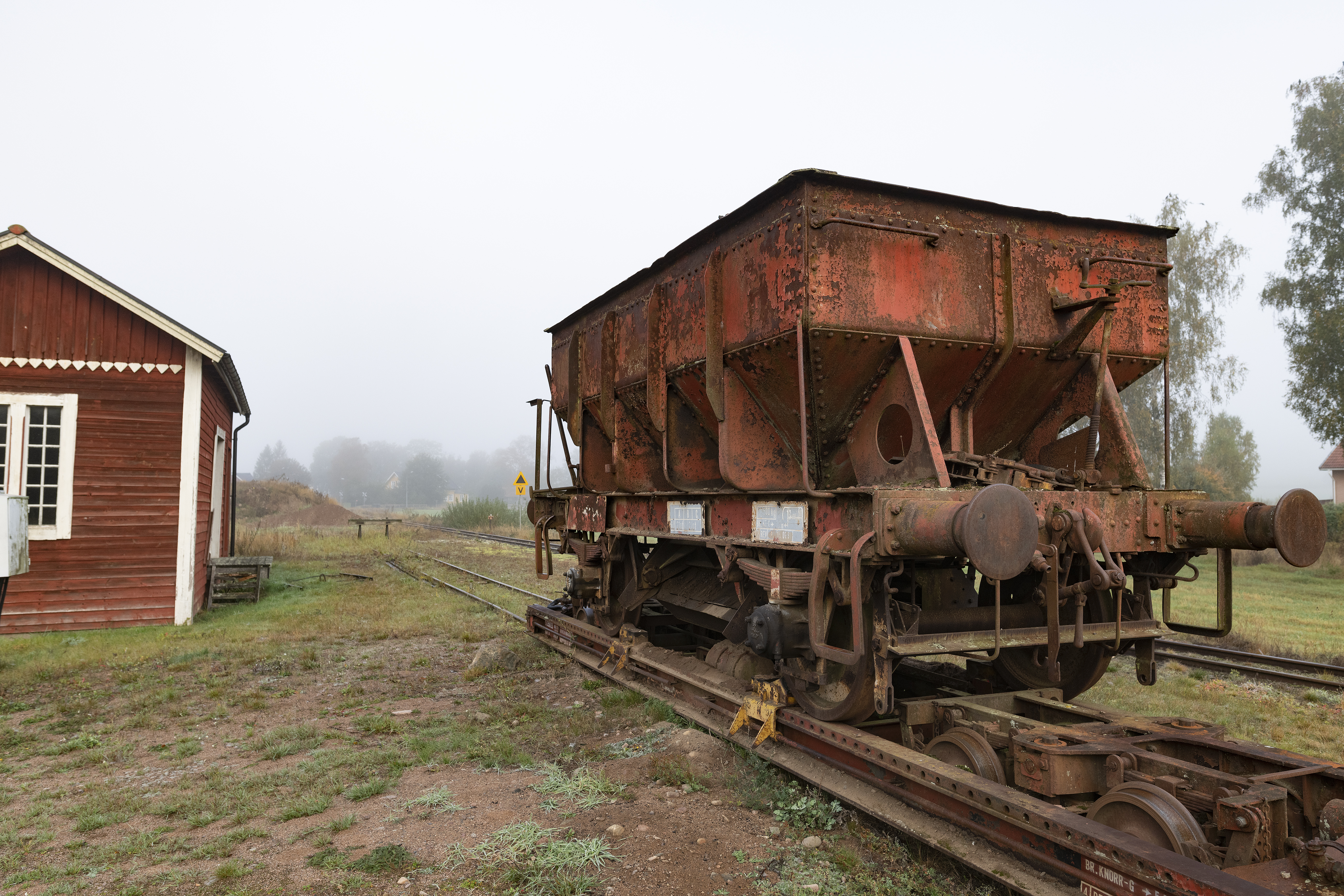
Vena september 2020.